# Ut supra
Ut supra es una expresión latina que significa literalmente «como arriba». Se emplea en ciertos documentos para referirse a una fecha, cláusula o frase escrita más arriba y evitar su repetición.

## Derecho
Se usa para evitar la repetición de lo que se ha dicho anteriormente en un documento cualquiera. "Así en una diligencia judicial, dice Viada (Diccionario de la Lengua Española), la expresión "fecha ut supra", significa que aquélla se ha practicado el propio día en que lo han sido las demás actuaciones consignadas en dicho folio".
Por lo demás  esta locución, por su forma concisa, es aceptada generalmente también en el orden notarial y se usa en la misma significación, principalmente en los instrumentos que empiezan por la fecha y para referirse a ella concluyen con la expresión "fecha ut supra" (Escriche, Diccionario razonado de Legislación y Jurisprudencia)

## Música
En música, también se emplea esta indicación latina en el sentido de "como arriba", "como antes", etc.